# Kražantė
Kražantė je řeka v Litvě, v Žemaitsku, pravý a přítok řeky Dubysa. Pramení u vsi Vašilėnai, na jih od hory Girgždūtė na Žemaitijské vysočině 9 km JV od města Varniai. Teče zpočátku směrem severním, obtéká obloukem ves Vašilėnai a horu Spąstis, přičemž se stáčí směrem východním, obtéká ze severní strany hradiště "Bukantiškės piliakalnis", za nímž se stáčí na jihovýchod. Protéká městem Kražiai, u obce Griniai se stáčí na severovýchod a křižuje dálnici A12 Joniškis – Šiauliai – Kelmė – // - Kryžkalnis – Tauragė – Panemunė, odtud začíná silněji meandrovat, protéká městem Kelmė, míjí ze severní strany hradiště "Burbaičių piliakalnis" a u vsi Padubysys se vlévá do řeky Dubysa (100,6 km od jejího ústí do řeky Němen) jako její pravý přítok. Řeka teče zajímavou krajinou. Na území vodopisné přírodní rezervace je "divoký" práh, mnoho peřejí a mohutných balvanů. Průměrný spád je 1,25 m/km.

## Přítoky
- Levé:

| Hydrologické pořadí | Řeka     | Délka (km) | Povodí (km²) | Vzdálenost od ústí (km) | Ústí kde | Koordináty ústí |
| ------------------- | -------- | ---------- | ------------ | ----------------------- | -------- | --------------- |
| 14010161            | K - 1    | 3,9        | 5,1          | 83,7                    |          |                 |
| 14010162            | Grabikė  | 7,1        | 13,0         | 81,3                    |          |                 |
| 14010163            | Šaka     | 6,4        | 9,4          | 71,9                    |          |                 |
| 14010171            | Kalnyčia | 10,7       | 30,3         | 63,6                    |          |                 |
| 14010176            | Obelynė  | 7,9        | 18,7         | 59,9                    |          |                 |
| 14010184            | Kuprė    | 9,8        | 17,2         | 49,7                    |          |                 |
| 14010186            | Vėgėlė   | 5,9        | 27,3         | 43,2                    |          |                 |
| 14010192            | Vilbėnas | 20,8       | 53,7         | 13,8                    |          |                 |

- Pravé:

| Hydrologické pořadí | Řeka     | Délka (km) | Povodí (km²) | Vzdálenost od ústí (km) | Ústí kde | Koordináty ústí |
| ------------------- | -------- | ---------- | ------------ | ----------------------- | -------- | --------------- |
|                     | Sirupis  |            |              |                         |          |                 |
| 14010164            | Lyšupis  | 3,0        | 20,8         | 70,4                    |          |                 |
| 14010168            | K - 12   | 6,1        | 10,6         | 68,5                    |          |                 |
| 14010169            | K - 10   | 3,2        | 2,7          | 66,0                    |          |                 |
| 14010175            | K - 8    | 4,3        | 2,3          | 60,4                    |          |                 |
| 14010178            | K - 6    | 3,3        | 2,4          | 57,4                    |          |                 |
| 14010179            | K - 4    | 3,8        | 3,5          | 54,6                    |          |                 |
| 14010181            | Malkupis | 3,4        | 3,0          | 53,3                    |          |                 |
| 14010182            | Eglyšė   | 3,1        | 11,1         | 51,6                    |          |                 |
| 14010185            | Morkė    | 3,6        | 2,2          | 43,5                    |          |                 |
| 14010188            | Lėkinys  | 3,6        | 3,4          | 39,1                    |          |                 |
| 14010189            | Šlaunis  | 7,0        | 16,1         | 32,7                    |          |                 |
| 14010191            | K - 2    | 3,4        | 1,7          | 15,9                    |          |                 |
| 14010197,8          | Gumyža   | 4,4; 5,6   | 3,8; 5,1     | 8,5; 8,2*               |          |                 |

## Obce při řece
Vašilėnai, Sendvariai, Petrališkė, Kražiai, Valpainiai, Raudiškė, Griniai, Pakražantis, Pluskiai, Šimaitukai, Šimaičiai, Paprūdžiai, Janaičiai, Pagojis, Kelmė, Dikšiai, Aukštpamedžiai, Kukečiai, Burbaičiai